# شارل فوریه
فرانسوا ماری شارل فوریه (به فرانسوی: François Marie Charles Fourier) فیلسوف و اقتصاددان سوسیالیست اهل فرانسه و از مخالفان اقتصاد کلاسیک و از طرفداران راه‌اندازی تشکل‌های تعاونی در اقتصاد است.

## زندگی‌نامه
فوریه در سال ۱۷۷۲ در شهر بزانسون فرانسه چشم به جهان گشود و زندگی آرامی داشت. او قسمت اعظم از زندگی خود را به‌عنوان حسابدار جزء، در تجارت‌خانه‌ای در شهر لیون، به‌کار مشغول بود و با یک پس‌انداز اندک، گوشۀ عزلت اختیار کرد. فوریه گرچه بیشتر در زمینه فلسفه و جامعه‌شناسی به نظرورزی پرداخته، امّا مانند بسیاری از متفکران سده‌های هجدهم و نوزدهم به عرصه اقتصاد سیاسی نیز وارد شد. فوریه یکی از متفکران سوسیالیست مشهور بود که ارجاع و اشاره، و البته نقد او را در آثار سوسیالیست‌هایی نظیر مارکس به وفور می‌توان دید. بسیاری او را بنیان‌گذار «سوسیالیسم اتوپیایی» یا همان «سوسیالیسم آرمان‌گرایانه» می‌دانند. برخی از دیدگاه‌های اجتماعی و اخلاقی فوریه در دوران زندگی خودش رادیکال شناخته می‌شدند، که البته در جامعه مدرن امروزی به شکلی از جریان اصلی بدل شده‌اند. برای مثال امروزه بسیاری بر این ادعایند که فوریه در سال ۱۸۳۷ اصطلاح فمینیسم را ابداع کرده و جا انداخته‌است. نقطه‌نظرات و پیشنهادهای اجتماعی فوریه الهام‌بخش جنبش‌های گروهی شد. این جنبش‌ها در ایالات متحده رایج شدند؛ همچون اتوپیا، لاریونین در نزدیکی دالاس. او بر این باور بود که جامعه‌ای که در آن روحیه همکاری به خوبی وجود دارد، به سرعت ناظر بهبود در سطح بهره‌وری اقتصادی خواهد بود. در چنین جامعه‌ای به کارگران متناسب با سهمی که در تولید دارند حقوق داده می‌شود. شاهد این شکل از موفقیت در نظر فوریه جوامعی بودند که خود نام «بندانگشت» بر آن‌ها گذاشته بود و ساختار اصلی‌شان فالانسترها بودند. فالانستر به ساختمانی بسیار بزرگ گفته می‌شد که در آن چند صد تا چند هزار نفر به شکلی اشتراکی کار می‌کردند و کارهایشان به خیری عمومی می‌انجامید. در فرانسۀ آن زمان، اکثر این ساختمان‌ها به شکل مجتمع‌هایی چهار طبقه بودند که در آن‌ها ثروتمندترین فرد بالاترین آپارتمان را داشت و فقیرترین فرد نیز در طبقۀ همکف ساکن بود. معیار اصلی ثروت افراد شغلشان بود؛ این شغل نیز بر اساس علایق و مطلوب‌های فرد تخصیص داده می‌شد. به همین دلیل مشاغلی که جذابیت زیادی نداشتند، پول بیشتری به عنوان دستمزد ارائه می‌کردند. فوریه نظریه‌ای بسیار عجیب و جنجال‌برانگیز در زمینۀ تجارت ارائه کرده‌است؛ او می‌گوید تجارت خصیصۀ خاص یهودی‌هاست، منشأ شر است و پیشنهاد می‌کرد که یهودیان را مجبور کنند تا در فالانسترها به کشاورزی بپردازند. وی منشأ بی‌نظمی در جامعه را فقر می‌داسنت. به باور او، با بالا بردن دستمزدها به میزان کافی و قرار دادن حداقل دستمزد محترمانه برای افرادی که قادر به کار نیستند، می‌توان فقر را ریشه‌کن کرد. فوریه همچنین بر این نظر بود که باید تمام مشاغل و موقعیت‌ها بر اساس توانایی و به سوی زنان گشوده باشند، نه این‌که به واسطۀ جنسیت با فضای بسته مواجه شوند. وی هرگز همسر اختیار نکرد و همین وضع در روحیه و آثار او مؤثر بود. فوریه سرانجام در سال ۱۸۳۷ چشم از جهان فروبست.

## تالیفات
مهم‌ترین آثار وی عبارتند از نظریه حرکات چهارگانه، نظریه وحدت جهانی، دنیای جدید صنایع و شرکت‌هاو صنعت دروغین. بزرگترین افتخار او، پیش‌قدمی در نهضت تعاونی است و در بسیاری دیگر از مسائل نیز اندیشه‌های نبوغ‌آمیز داشته‌است.